# 高橋名人
高橋名人（たかはしめいじん、1959年〈昭和34年〉5月23日 - ）は日本のプロゲーマー、ゲームプレゼンター、実業家。血液型はO型。ファミコン全盛期にハドソン所属のファミコン名人として一世を風靡し、歌手としても活動した。本名は高橋 利幸（たかはし としゆき）。
日本におけるプロゲーマーの先駆的存在であり、一般社団法人e-sports促進機構代表理事も歴任した。
北海道札幌市西区琴似出身。なお、「高橋名人」という名称はハドソンが『登録番号 第4994766号』で商標登録していたが、ハドソンとの話し合いにより退社後も使用している。なお、その後ハドソンはコナミデジタルエンタテインメントに吸収合併されたため、商標は同社に引き継がれている。

## 経歴

### 生い立ち
札幌市西区生まれ。生家は金物店。札幌市立琴似小学校、市立琴似中学校に入学。子供時代はガキ大将気質で発寒川での川遊びや三角山での木登りや昆虫採集などを楽しみ、また家業の灯油運びの手伝いで体力を高め走り幅跳びで4m以上を飛び校内一の記録を収め、また中学時代は陸上部を経てフォークソング部に入り松山千春の影響を受け高い声色を意識するようになった。
東海大学付属第四高等学校卒業後、北海道自動車短期大学に進学するが、スーパーマーケット「札幌フードセンター」でのアルバイトに熱中しすぎて3か月で短期大学を中退。最高月収で17万円（当時の金額）を稼ぐほどの働きぶりだったため、社員から誘われて正社員としてそのまま入社した。
札幌フードセンターでは平岸店・南店・北店・岩見沢店を転々としつつ、3年間働いて青果部の主任に昇格した1981年春、仕入れや在庫の管理、伝票整理のわずらわしさから逃れるため、たまたま入ったマイコンショップでシャープのMZ-80Bを購入したのがゲーム業界に関わる切っ掛けとなった。当時のパソコンは使う側にかなりの知識を要求するもので、特に知識もなかったため放置していたが、毎月手元に届くローンの返済請求額を見て一念発起し、BASICのコマンドを30程度覚えたところで札幌フードセンターを退職。
その後、朝日カルチャーセンターの講師に就き、教える側になる。生徒から浴びせられる様々な質問に応えるために、自身も知識を深めていった。その後コンピューターランド北海道（後のデービーソフト）に転職、東京のマイコンショーにて青果部門で培った大声で応対していた事をきっかけにマイコンショーでブースが近接していたハドソンの社長に気に入られ、ハドソンへと移る。

### ハドソンへ入社
そうして培った技能を元に1982年8月、豊平区に本社を置いていたハドソンに友人の影響で面接を受け入社。当初は営業部に所属していたが、上司に命じられて東京支店勤務となった後、ハドソンのファミリーコンピュータ参入をきっかけに宣伝部に移る。
1984年7月にハドソンが『ナッツ&ミルク』と『ロードランナー』を発売してから、『ロードランナー』の販促を担当。子供向け雑誌で同ソフトの宣伝をさせてもらおうと各出版社を回って交渉した結果、小学館の『コロコロコミック』から快諾をもらった。以後、月刊コロコロコミック編集部との親密な関係が始まり、週の内五日は同編集部に通うという状態が一年間は続いた。当時コロコロはすがやみつる原作の『ゲームセンターあらし』の連載が終了し、次の人気連載となる作品を模索していたところ、ほどなくしてそれがすがやの元アシスタントであったあさいもとゆき原作の『ファミコンロッキー』などに代わり同社の作品が作中で使われることが多かったため、ハドソンと名人が絡んで行くことになる。
1985年に『チャンピオンシップ・ロードランナー』の宣伝を担当。発売前に子供たちの反応を見るため、同年3月15日、東京・松坂屋銀座店の屋上で行われた月刊コロコロコミックの催し「コロコロまんが祭り」にハドソン社員として参加。各面を出すためのパスワードは伏せるために身体で画面を隠しながらの入力では、お客様を不快にさせることになる。そこで子供たちの方を向きながら後ろ手にコントローラーを操る技術を披露した。そして、ロードランナーの10面を2回の失敗でクリアした。1000人ほどの親子連れの前でファミコンの『チャンピオンシップロードランナー』を実演したところ、2～300人が残ってサインをねだる事態となった。
この催しの成功を受けて、ハドソンはハドソン全国キャラバンなどの立ち上げを急遽決定。ゲームの実演役として高橋が指名され、また将棋や囲碁に倣い「名人」という呼称を使うことになった。ここに「高橋名人」が誕生し、5月3日の「コロコロまんがまつり・スターフォース発売前ファミコン大会」にて名人として初登場した。

### 高橋名人としてイベントで活躍
同年に行われた全国キャラバン（『スターフォース』）では、事前の企画内容や当日会場(スーパー「ダイエー」のチェーン店)を回るためのキャラバンカーの手配、スポンサー探し(交渉の末TDKに決定)、各会場の機器の配線まで全てをこなした。このキャラバンで「16連射」を披露し、これがコロコロコミックで取り上げられると一躍子供たちのヒーローになった。
また、ハドソンでは直後に後輩の毛利名人が登場し、他社からも橋本名人を筆頭に続々と名人が名乗りを上げ、ファミコン名人という流行を作り出すことになった。
その中でも本家本元の高橋名人は人気が別格であり、8月14日にはTV出演、晴海国際貿易センターに四千人を集めた12月22日の「クリスマスファミコンフェスティバル」は翌日の東京新聞で特集され、さらにフライデー、週刊文春でも取り上げられることで、ファミコンが一大現象になっていることを一般社会に知らしめた。1985年から1986年まで出演していた平日朝放送のテレビ東京のテレビ番組「おはようスタジオ」では、高橋名人が出演すると視聴率が上がり、高橋名人の出演コーナーを見て学校へ遅刻する子供が続出したため、出番を早くするという措置がとられるほどであった。
翌1986年にはこども電話相談室準レギュラーに就任したのを始め、CDデビュー、漫画化、映画化、ゲーム化など積極的にメディアミックスを図り、キャラクターとしても愛される存在になっていく。同年には、赤塚不二夫も新聞連載漫画『いじわる時事』の中でネタにするなど、「高橋名人」の名は大人たちの間にも浸透していった。
当時、テレビ番組出演時の実演ではゲームの序盤を紹介するだけで良く、面クリア型のアクションやシューティングでは3面ぐらいまでをビシッとクリアできれば大丈夫だった。ただし、ゲームをプレイしながら画面を見ずに解説する必要があったため、3面程度の攻略の仕方や敵キャラについての情報を身体に記憶させるため、日々ゲームの鍛錬に磨きをかけた。また当時は、ハドソンの社員として働きながら、高橋名人としてテレビ出演などをこなしたため、朝6時から夜中の12時頃まで忙しく働いた。
しかし、翌1987年にハドソンがNECホームエレクトロニクスと共同開発したPCエンジンが発売されると、PCエンジンソフトの宣伝に回され、ファミコン業界から離れることになる。煽りを受けることになったのはコロコロコミックで連載されていた漫画『ファミコンランナー高橋名人物語』（河合一慶原作）で、表題に「ファミコン」の名称が使われていたため途中打ち切りとなり、最終巻が発売されなかった。

### ブーム後の活動
その後は、後進の指導などにあたった。トレーディングカードゲームにハマったハドソンの工藤浩社長(当時)がカード販売を決めたことから、1998年から2000年にかけてハドソンの子会社「未来蜂歌留多商会」へ営業部部長として出向。トレーディングカードの制作販売を監督し、同社のアイディアを印刷会社に説明する仕事などを担当した。ハドソン大阪支社を経た後、2001年、コナミがハドソンの筆頭株主になり、ハドソンが自社流通事業から撤退したことを機に東京支社へと復帰。
2000年代初頭に起きた新世代テクノポップバンドの盛り上がりの中で、高橋名人再評価の機運が高まり、2001年に宇宙ヤングと楽曲を発表。2002年5月から2003年11月にかけて3回行われた宇宙ヤング主催の『高橋名人のBugってナイト』では、かつて発表した楽曲の歌唱はもとより、16連射スイカ割りなども披露した。この直後からレトロゲームが再評価されるようになり、再び高橋名人として媒体に登場するようになった。
2004年12月6日、営業職から宣伝部へ異動。2006年11月には、ハドソン内での役職名も「名人」となるなど、名人推しは続いた。2006年にレトロゲーム絡みで取材を受けた直後、本人のブログ「16連射のつぶやき」に一日160万以上のアクセスとなった。

### ハドソン退社後
2011年5月31日、ハドソンを退社し、同年6月1日にゲッチャ・コミュニケーションズに入社。退社の理由として、ハドソンの業務からコンシューマーゲームが消えたことを挙げている。なお、ハドソンとの交渉により「高橋名人」の名は引き続き使用できることになった。
ある日グッズのイベントで13歳年下の女性と出会い、後日交際に発展。その後2011年12月9日夜、自身がMCとして出演するニコニコ生放送の番組『ゲッチャ！』において、同日入籍したことを発表した。記念日を忘れないようにとの考えから、妻の誕生日に入籍した。
2012年10月、ゲッチャ・コミュニケーションズの買収に伴い、ゲームプレゼンテーターとして株式会社MAGES.に移籍（現任）。

### ドキドキグルーヴワークス設立
2014年6月、企画、開発、運営まで、ゲームに関わるすべての業務を行う株式会社ドキドキグルーヴワークスを設立し、代表取締役名人に就任（現退任）。
2016年6月7日、一般社団法人e-sports促進機構代表理事に就任（他団体と統合して一般社団法人日本e-sports連合となった際に退任）。
2022年5月、情報バラエティ番組『ラヴィット!』にゲスト出演したことが話題となり、直後にSNSでトレンド1位になった。
2025年1月16日、自身のブログで心筋梗塞のためバイパス手術を受けたことを明かした。

## 人物
実家は高橋一族の本家で、金物屋などを経営していた。金物屋を始めた祖父は地下1階、地上3階建てのビルを所有し、高橋はそこで両親と祖父母と妹弟たちと暮らした。そのため、子供の頃の夢は家を継ぐことだった。道産子であったため、ハドソン入社前は暑さに弱かったが、営業で全国各地を回る内に35度の高温でも平気になった。
小学生時代は、自宅から3kmほどの距離にある山や川に週に4日ほど遊びに行くなど活発な子供だった。このため自然と足腰が鍛えられ、小学6年生の頃に50m走を6秒9で走り、幅跳びでは4m15cm跳んだという。中学生時代は陸上部に所属し、3年生の時に市大会の三種競技で優勝した。
高校進学の際、本人曰く「進学校ではないこと」、「共学でフォークソングクラブがあったこと」から東海大学付属第四高校を選んだ。この頃からフォーク以外の音楽にも興味を持ち、シンセサイザーの冨田勲からクラシックまで聴くようになる。当時稼業を継ぐつもりだったため、両親から経営科のある大学進学を勧められ、北海道自動車短期大学への進学を決めた。
風貌については全盛期の髪型から総髪を後ろで束ねた髪型を経て、2003年からはスキンヘッドの姿となっている。本人の日記によると趣味であるツーリング時にスキンヘッドの方が便利だからとの記述がある。結婚してからは夫婦でツーリングをしている。帽子を被るようになったのは、おはようスタジオに遅刻した際、オートバイで駆けつけたため広がった髪を押さえ付けるためADから帽子を借りて被ったのが切っ掛けだった。

## 16連射
ゲーム機のコントローラのボタンを1秒間に16回(1連射に0.0625秒)押す16連射は高橋名人の代名詞となっている。
1985年、ハドソン全国キャラバンのスターフォースで披露したのがコロコロコミックで取り上げられたのをきっかけで話題になった。シューティングゲーム上でのことなので16連打ではなく16連射と呼ばれ、ハドソンが連射速度測定玩具『シュウォッチ』を発売したり、同社のゲーム『迷宮組曲 ミロンの大冒険』に連射速度測定機能が搭載されるなど、連射を競う流行現象を巻き起こし、当時は名人の指に三億円の保険をかけるという話が出たほどだった。
当初から瞬間速度では16連打以上も可能だったが、語呂の良さや仕事柄16進数に親しみがあったなどの理由から16連打ということにしたもので、全盛期には『シュウォッチ』でスコア174（1連打に0.0575秒）の記録を出したこともあり本人は「本当は17連射です」とインタビューに答えている。
別のインタビューでは、以下のように答えている。「スターフォース」の全国キャラバンで会場の子供から「ボスキャラが合体する前に何発撃ってるの？」と聞かれて、その場で試しに撃ってみたが16連射には少し届かなかった。しかし後日、コロコロ編集部のスタッフが、『今は16bitの時代だし、16連射ってことで』とその場のノリで決まった。このため公では、“初めて16連射をやったのは「スターフォース」の実演時”ってことになったんです」。
この様な驚異的な連射能力を生んだ背景として、毎日2〜3km歩いて山へ遊びに行っていたことや、小学校4年生の時から18キロある灯油缶を毎日持って運んでいたので握力85キロくらいはあり、りんごも片手で潰せたといったことが語られている。また、邪道とされる“こすり”、“ピアノ打ち”といった技術を用いることも可能だが、敢えて叩きという正統派の連射しか公式な場で行うことはない。また、肘をつき指の上下のストロークを短くするのがコツとのこと。
50歳を越えても秒間12〜13連射の実力を維持している。
映画『GAME KING 高橋名人VS毛利名人 激突!大決戦』では、16連打でスイカを割る場面があるが、製作側が試行錯誤をこらして作った仕掛けであるとのこと。

## 逸話

### 裏技
ファミコン最盛期は数多くのファミコンソフトが開発・販売され、不具合やバグが多かったが、中にはその不具合がゲームの進行の意外な手助けになることがあり、必ずしも悪い効果ばかりではなかった。これがファミコンの雑誌などで“裏技”として度々取り上げられたことで、非正規のやり方で本来の仕様上想定されていない（もしくは公開されていない）効果を出すことを“裏技”と呼ぶようになったが、この「裏技」を高橋名人が命名したという説がある。
当時ハドソンが開発販売したロードランナーに、梯子で右手を上げた状態のままだと敵がすり抜けるという不具合が発売後に見つかり、発売済み商品の全回収で下手をするとハドソンの倒産も考えられた。これをコロコロコミックに相談したところ、「これは表には出せないから、“裏の技”ということでやったら面白いんじゃないか」と言われて、「そうだ、発表してしまえ。“裏技”（笑）」とその提案に乗って名人が略したのが発端であった、というものである。

### キャラクターとしての高橋名人
『高橋名人の冒険島』シリーズでは、彼を元にした同名の原人が主人公として登場する。この原人姿の高橋名人が、テレビアニメ『Bugってハニー』の主人公の高橋原人の元にもなった。後に、『サターンボンバーマン』や『ドリームミックスTV ワールドファイターズ』（声は高橋本人）、『Original story from FAIRY TAIL 激突!カルディア大聖堂』など、ハドソンの他のゲームへも登場した。
なお、『高橋名人の冒険島』はもともとエスケイプ（後のウエストン ビット エンタテインメント）制作・セガ（後のセガ・インタラクティブ）販売のアーケードゲーム『ワンダーボーイ』（第1作）をそのまま移植する予定であったが、ハドソン副社長の「名人を主人公にしたほうが面白い」という一言で、制作元に了承を得た上で開発中のゲームの主人公キャラクターを高橋名人に差し替えられることになった。そのため、本人は牛乳を飲めない体質なのに「ゲーム内ではアイテムのミルクでパワーアップする」など、本人の特徴とは必ずしも一致しない設定となり、加えてファミコン版のみゲーム中のBGMも一新された。制作元のエスケイプは、ライセンス認証だけでなく同作の制作にも協力している。
翌年に北米で発売されたNES版『Hudson's Adventure Island』では、キャラクターの高橋名人（原人）は「Master Higgins」（マスター・ヒギンズ）という名前に変更されている。

### 街頭インタビュー
2006年9月6日朝、銀座数寄屋橋付近（出勤のため、有楽町駅から築地のハドソンへ向かう途中であった）の街頭で、秋篠宮妃紀子の出産についてテレビ東京から街頭インタビューを受け、11時6分頃、その模様が同局の番組『NEWS MARKET 11』内で放映された。これは「親王誕生の喜びに沸く街の声」としての扱いであり、全く偶然の出来事であった。かつてテレビ東京に多く出演していたにもかかわらず、テレビ東京の人員は全く気づいていなかった様子である。同日の『速ホゥ!』でもこの映像は使用された。
放映前の時点で、すでに本人のブログにインタビューを受けたことが書かれており本人と判明していたため、インタビュー放映直後からインターネットコミュニティ上で爆発的な話題となった。放送されていたインタビュー画面を取り込んだ画像や動画が第三者により公開され、ハドソン本社に問い合わせや「インタビューを受けたことに関しての取材」の申し込みが殺到したり、「東京スポーツ」の記事として取り上げられるほどであった。

## 思想

### 「ゲームは1日1時間」
「勉強でも何でもやりすぎは良くない、ゲームにだけ夢中にならず、いろいろなことを経験しよう」という意味を込めて高橋名人が用いていた言葉。1985年7月26日、福岡のダイエー香椎店にて行われたゲーム大会で、高橋名人が即興で「ゲームが上手くなりたいなら1時間くらい集中した方が良い」と語ったことがきっかけとなっている。
当初この発言は、訪れた子供から唖然とされたほか、問屋などから「ゲーム会社の人間がゲームをするなとは何事か」と文句がつけられ、ハドソンで役員会が開かれるほどの物議を醸したが、逆に社長の決断で会社として『ゲームばかりで遊ばない、他のこともしよう』という健全な方向性を打ち出していくことになり、高橋名人に標語の作成が命じられた。
```
ゲームは一日一時間

外で遊ぼう元気良く

僕らの仕事はもちろん勉強

成績上がればゲームも楽しい

僕らは未来の社会人!
```

結果、上の五つが標語となり、以後、ハドソン製ゲームソフトの取扱説明書や、「コロコロコミック」などでもこの言葉が掲載されていた。これらはあくまで子供へ向けたものであり、自己管理の出来る大人に関しては何時間ゲームしていても自己責任であるという見解である。
発言の根本的なところは名人の「小学生はゲームより先に、基礎体力や基礎の知恵を付けた方がいい」という信条にあるが、直接的な切っ掛けはそれまで子供ばかりだったゲームの催し物の会場に大勢の親が訪れたことだった。当時、不良文化と結びつくと見られていたゲームセンターへの悪印象をファミコンにも持たれてしまうことへの危惧もあったが、名人はテレビゲーム文化がすぐに飽きられ一時的な流行で終わってしまうことを懸念しており、ゲームと社会との間に健全で長期的な関係が育まれるようにとの想いから生まれたものであった。
2014年、オックスフォード大学のAndrew Przybylski博士率いる研究団が、イギリス全土の10歳から15歳の子供5000人に対して、ゲームに費やす時間とともに生活への満足度や友人との関係性などを質問し、ゲームをプレイしない子供達と比較すると、1日1時間以内ゲームをする子供達は生活への満足度が高く、社交的で、1人もしくは他の子供とビデオゲームをプレイすることにより幸福感や、一体感を得られることを示し、逆に、1時間以上プレイする子供達には、落ち着きがなくなったり、注意力散漫になったりするという問題が見られ、これはゲーム以外の活動の機会を逃すことが原因と考えられる、といった調査結果を発表し、直感で高橋名人が語っていたことが学術的にも裏付けられた。

### 子供達との接し方
「子供を指導するのではなく、一緒に遊んでいるお兄ちゃんでいよう」というのが基本的な姿勢で、そのため、家族で楽しめる“ファミコン体操”など様々なことを考え、催しで実演していた。
自分も名人になりたいという人への忠告として、ゲームの巧い下手はさして重要でないとする。観客に楽しそうに見せたり紹介するプレイと高得点を狙うプレイは全く異なっており、面白そうに見せながら死なないようにする、といった魅せるプレイが必要で、下手でも楽しそうにプレイしている姿を見せてやればそれが一番と語る。また現代のプロゲーマーについては「子供の見本になってほしい」との想いのもと「ゲームで負けた際に敗因となったプレイヤーに「戦犯」と呼ぶなどの文化や人権感覚が子供に悪影響を与える可能性がある」と訴えている。
イメージを崩さないため、子供の前で喫煙せず、繁華街では週刊誌に写真を撮られないようにいかがわしい店に近づかないようにしていた。

### ゲームジャンル
- ファーストパーソン・シューティングゲームは嫌いだが、名人は3D酔いを苦にする訳ではなく、その理由は「人を撃ったり、蹴ったりするのは嫌いだから」で、相手が宇宙人や化け物であれば問題ない[38]。
- 弾幕系シューティングに対して否定的で、「避けゲー」、「シューティングゲームとはジャンルをわけてほしい」などと発言しており、「シューティングゲームで遊ぶ人が減った原因は弾幕系が初心者にハードルの高さを感じさせたため」との考えをとっている。この考えに対してはネット上で賛否を分けたが、本人も議論が起きることは承知の上で苦言しているとのこと（「これ言うと、またいろいろ非難されると思うんだけど」等）[65][66]。1998年の『スターソルジャー バニシングアース』の広告の中でも、シューティングゲームは敵を撃ち落とす事こそが本来の醍醐味である、と持論が採用されている。
  - ただし、倒すと敵弾が消える仕様から、頑張って撃つことが道を切り開くことに繋がるバレットソウルは高く評価している[67]。

### 十大重要作品
ソラノート「Libub」に2011年8月に出演した際に、これまで印象的な10本のゲーム作品を語っている。
- 第1位 チャンピオンシップロードランナー

Apple II版を改良したハドソン版の工夫から。名人は日本で初めて『チャンピオンシップロードランナー』を全面クリアした実績を持つ。
- 第2位 ボンバーマンシリーズ

「対戦する、みんなで遊ぶのはこんなに面白いんだと思わせてくれ」ることから。
- 第3位 ドラゴンクエストIV 導かれし者たち

一人一人の物語に気づかせてくれること、ドラクエシリーズに共通する仲間の助け合い、さらに世界探索の自由さから。
- 第4位 ファイナルファンタジーVII

CG動画を大きく取り入れ、業界の方向性を変えた影響力の大きさから。ただし、動画に縛られて展開が不自由になったことは批判している。
- 第5位 スーパーマリオブラザーズ

「衝撃的だったのは強くなったらマリオは"大きくなる"こと。弱くなると"小さくなる"こと」というわかりやすさ。
- 第6位 立体ピクロス

イラストロジックそのものが好物だが、それを3Dでやったのはコンピューターでしかできないことだから。
- 第7位 エースコンバットシリーズ

現実的な描写ながら、複雑なフライトシミュレーションの要素を削り、ゲームとして優れたものにしたことから。
- 第8位 きね子

「ジグソーパズルをイラストの動画でやることはコンピューターでしかできない。パズルゲームをコンピューターに乗せた功績は偉大」
- 第9位 桃太郎電鉄16 北海道大移動の巻!

桃太郎電鉄シリーズ全体の評価。初期のファミコン版は原始的でかなり異なるので新しい方が良いとする。
- 第10位 パラッパラッパー

キャラバン時代は95%近くが男性だったビデオゲームを多くの女性に興味を持たせたことから。これに匹敵するのは脳トレぐらいと述べている。

### 物事の決断
ハドソンという会社の社風とも重なるが、「会議室で決めた話は成功しない。飲み屋で決めた話は成功する」と決断の秘訣を語る。「会議室でいくら頭の中で知恵を絞ったところで、それはひねった意見」「遊んでいる雰囲気の中で、ざっくばらんに言っている意見をみんなが聞けるような姿勢でないと、面白いことというのは発展的にならない」と自身の経験に裏打ちされた信条を述べている。
多くの職種を経験した学生時代を振り返り、若い時にさまざまなアルバイトをしてみることを推奨している。給料が高くて効率がいいものより、安くても雑多な経験ができるものがよく、自分の技能獲得に繋がるだけでなく、自分はどんなことが好きなのか、どんなことに向いているのかが見えてくる、と語る。

## 補足

### 逮捕・死亡説
高橋名人の人気絶頂期であった1986年から1987年頃にかけて、子供達を中心に「高橋名人が警察に逮捕された」「高橋名人が死亡した」といった類の噂（都市伝説）が急速に広まった。当時高橋名人に警視庁からの牛込警察署の一日署長の依頼があった（一日署長自体は日程の都合で実現しなかったと、後にブログなどで語っている）。それが子供達を中心に誤った内容で伝聞され（「一日署長をするために警察に行く」→「警察に行った」→「捕まった」）、「高橋名人逮捕」という情報になり、日本の広範囲に広まったと言われている。
噂には派生種類がかなりあり、その中でも有名なのは「ゲームのコントローラーのボタンにバネを仕込んで連射速度をごまかした」というものであり、その他にも「バネを仕込んだコントローラは1回押すと4回押したことになる」、「非合法なクスリで手首を痙攣させていたのが逮捕の理由」、「そのクスリのせいで死んだ」、「連射のし過ぎでコントローラーが爆発して死んだ」など。「月刊コロコロコミック」連載の『熱血!ファミコン少年団』（さいとうはるお）では、この噂に題材を取った話も描かれた。
死亡説について本人は後年、以下のように回想している。「1987年秋、家庭用ゲーム機のPCエンジンが発売されることになり、僕は『ファミコンの名人』から『PCエンジンの名人』に転換を図ろうとした。それで(同ゲーム機の)発売の2ヶ月前から、意図的にテレビなどへの露出を止めた所、理由を知らない全国の子どもたちの間で死亡説が流れてしまった」。

### その他の逸話
- 10代の頃には、スガイディノス札幌中央（当時は札幌須貝ビル）によく通っていた。2019年6月のスガイディノス札幌中央閉店当日に自ら駆け付け、三浦尚久スガイディノス社長や来場者と一緒に、スガイディノス札幌中央閉店を見届けた。その際、「スガイディノス札幌中央は娯楽を教えてくれた場所」「レトロアーケードゲームのラインナップは日本はおろか世界でも類を見ない」と語っている[72][73]。
- ハドソン時代、弟子として島田名人・川田名人がいた。川田はアニメキャラ化もされている。
- ハドソンが元々札幌にあり歓楽街であるススキノも近かったことから、夜の街へ繰り出すのも好きだったが、人気絶頂の名人時代は変な風評が立たないようにと禁止されており辛かったと語っている[23]。
- ハドソン入社直後から東京支店勤務となり、月45000円の単身者向けの1Kのアパートで社員3人と共同生活を送った。同居人の1人は「ボンバーマン」の原型を作った田中裕二。もう一人は後にPCエンジンの「THE 功夫」の制作に関わる植山幹郎である[1]。
- オーディオが趣味。オートバイのツーリングも趣味の一つ[74]である。
  - 現在の愛車はホンダゴールドウイング1800。
  - かつては、オーディオを装着した逆輸入車のパンヨーロピアンに乗っていたが、ゴールドウィングには純正のオーディオが付いているため乗り換えた。

## 音楽家として
ゲーム関係者としての印象が強い名人だが、音楽家としてもその活動は長い。中学に入った時に井上陽水の演奏を聞いてギターを弾いてみたいと思ったのがきっかけで、中学高校と一貫してフォークソング部に所属し、学園祭で演奏などをしていた。後に、マイク・オールドフィールドが『チューブラーベルズ』ですべての楽器を一人ですべて演奏していることに感銘を受け、独学で色んな楽器に手を出すようになる。
大学を中退して会社に入った頃に、テープのカラオケが出回り始め、飲み屋や居酒屋で頻繁に歌いまくるようになる。1985年に高橋名人として登場した後、コロコロコミックの社員とよくスナックに行ってはカラオケで歌っていると、その歌の上手さが知れ渡って、「RUNNER」で歌手として登場することになった。
歌唱力には定評があり、「Bugってハニー」収録の際は、録音へ行く途中の車内で初めてテープを渡され、そこで三回ほど聞いただけで歌唱をこなしたほどであった。
集英社のグラビア誌「プレイボーイEYES」1983年6月号の「パソコン大研究」特集では、「6畳間で富田サウンドを作る」のタイトルでデスクトップミュージックを趣味としている、高橋名人以前の姿が記事になっている。

### ディスコグラフィ

#### シングル
|                                      | 発売日                               | タイトル                                                                                                 | c/w                                                                                                  | 規格                                 | 規格品番                             |                                      |
| フォーライフ・レコード 高橋名人 名義 | フォーライフ・レコード 高橋名人 名義 | フォーライフ・レコード 高橋名人 名義                                                                     | フォーライフ・レコード 高橋名人 名義                                                                 | フォーライフ・レコード 高橋名人 名義 | フォーライフ・レコード 高橋名人 名義 | フォーライフ・レコード 高橋名人 名義 |
| ------------------------------------ | ------------------------------------ | --- | --- | ------------------------------------ | ------------------------------------ | ------------------------------------ |
| 1st                                  | 1986年4月18日                        | RUNNER 作詞：麻尾るみこ 作曲：鈴木康博 編曲：国吉良一                                                    | FIGHTER 作詞：岡田冨美子 作曲：国吉良一 編曲：国吉良一                                               | EP                                   | 7K-217                               |                                      |
| 2nd                                  | 1986年7月                            | スターソルジャーのテーマ 作詞：岡かすみ 作曲：笹路正徳・ハニービー 編曲：笹路正徳                        | 青春惑星 作詞：岡かすみ 作曲：石川鷹彦 編曲：石川鷹彦                                                | EP                                   | 7K-232                               |                                      |
| ファンハウス 高橋利幸(高橋名人) 名義 |                                      | | |                                      |                                      |                                      |
| 3rd                                  | 1986年9月20日                        | 「高橋名人の冒険島」テーマ・ソング 〜ホの字のゲーム〜 作詞：荒木とよひさ 作曲：ハニービー 編曲：志熊研三 | 高橋名人のシンクロナイズド冒険島 〜「高橋名人の冒険島」名人技と攻略法〜 PLAYED BY 高橋利幸(高橋名人) | EP                                   | 07FA-8001                            |                                      |
| 4th                                  | 1987年7月22日                        | 友だちよ 作詞：山上路夫 作曲：山木康世 編曲：都留教博                                                    | 青春惑星 作詞：岡かすみ 作曲：石川鷹彦                                                               | EP                                   | 07FA-8003                            |                                      |
| 5th                                  | 1987年9月5日                         | グレートキャラバン'87 作詞：岡かすみ 作曲：きのこ国本・稲川徹 編曲：稲川徹                               | 私と踊ってくれませんか（歌：荘真由美） 作詞：岡かすみ 作曲：小林亜星 編曲：稲川徹                    | EP                                   | 07FA-8004                            |                                      |

#### デュエットシングル
| 名義                            | 発売日        | タイトル                                                                                    | c/w                                                                                    | 規格 | 規格品番   | 発売元       |
| ------------------------------- | ------------- | ------------------------------------------------------------------------------------------- | -------------------------------------------------------------------------------------- | ---- | ---------- | ------------ |
| 高橋利幸(高橋名人) & はるな友香 | 1986年11月    | 愛はメリーゴーランド 作詞：岡かすみ 作曲：小林亜星 編曲：筒井広志                           | Bugってハニー（高橋利幸(高橋名人)のソロ） 作詞：岡かすみ 作曲：小林亜星 編曲：筒井広志 | EP   | 07FA-8002  | ファンハウス |
| 宇宙ヤング with 高橋名人        | 2001年        | ハートに16連射 作詞：笹公人 作曲：笹公人・HIDE-AKI 編曲：HIDE-AKI                           |                                                                                        | MP3  |            |              |
| 宇宙ヤング with 高橋名人        | 2003年        | ファミってオールナイト!〜黄金の指伝説〜 作詞：笹公人 作曲：笹公人 & HIDE-AKI 編曲：HIDE-AKI |                                                                                        | MP3  |            |              |
| はいだしょうこ & 高橋名人       | 2008年4月22日 | お魚のうた 作詞：釣りますたーず 作曲：釣りますたーず 編曲：末廣健一郎                       | 高橋名人のお魚のうた 作詞：岡かすみ 作曲：小林亜星 編曲：筒井広志                      | Maxi | QWCH-00006 | ハドソン     |

#### アルバム
|                                  | 発売日                   | タイトル                                              | 規格                     | 規格品番                 |                          |
| サイトロン 高橋名人 名義         | サイトロン 高橋名人 名義 | サイトロン 高橋名人 名義                              | サイトロン 高橋名人 名義 | サイトロン 高橋名人 名義 | サイトロン 高橋名人 名義 |
| -------------------------------- | ------------------------ | ----------------------------------------------------- | ------------------------ | ------------------------ | ------------------------ |
| ベスト                           | 2005年10月5日            | 高橋名人ソングコレクション〜16連射 20TH ANNIVERSARY〜 | CD                       | SCDC-00464               |                          |
| Beat Shake Records 高橋名人 名義 |                          |                                                       |                          |                          |                          |
| リミックス                       | 2010年1月27日            | 高橋名人伝説 -魂の16連射-                             | CD                       | SCDC-464                 |                          |

#### サウンドトラックアルバム
|                        | 発売日                 | タイトル                           | 規格                   | 規格品番               |                        |
| フォーライフ・レコード | フォーライフ・レコード | フォーライフ・レコード             | フォーライフ・レコード | フォーライフ・レコード | フォーライフ・レコード |
| ---------------------- | ---------------------- | ---------------------------------- | ---------------------- | ---------------------- | ---------------------- |
| 1st                    | 1986年7月              | RUNNING BOY スターソルジャーの秘密 | LP                     | 28K-112                |                        |
| ファンハウス           |                        |                                    |                        |                        |                        |
| 2nd                    | 1986年12月25日         | Bugってハニー                      | LP                     | 23FB-8501              |                        |

#### デュエットアルバム
| 名義                | 発売日        | タイトル                          | 規格 | 規格品番  | 発売元      |
| ------------------- | ------------- | --------------------------------- | ---- | --------- | ----------- |
| 高橋名人×桃井はるこ | 2014年3月26日 | ファミソン8BIT SP〜ゲームソング編 | CD   | FVCG-1286 | 5pb.Records |

#### タイアップ曲
| 楽曲                                                  | タイアップ                                                                      | 収録作品                                                          | 時期   |
| ----------------------------------------------------- | ------------------------------------------------------------------------------- | ----------------------------------------------------------------- | ------ |
| RUNNER                                                | 東宝映画配給『RUNNING BOY スター・ソルジャーの秘密』オープニングテーマ          | シングル「RUNNER」                                                | 1986年 |
| スターソルジャーのテーマ                              | 東宝映画配給『RUNNING BOY スター・ソルジャーの秘密』挿入歌                      | シングル「スターソルジャーのテーマ」                              | 1986年 |
| 青春惑星                                              | 東宝映画配給『RUNNING BOY スター・ソルジャーの秘密』エンディングテーマ          | シングル「スターソルジャーのテーマ」                              | 1986年 |
| 「高橋名人の冒険島」テーマ・ソング 〜ホの字のゲーム〜 | ファミリーコンピュータ用ゲームソフト『高橋名人の冒険島』テーマ・ソング          | シングル「「高橋名人の冒険島」テーマ・ソング 〜ホの字のゲーム〜」 | 1986年 |
| 愛はメリーゴーランド                                  | NTV系TV放映アニメーション『Bugってハニー』エンディングテーマ                    | シングル「愛はメリーゴーランド」                                  | 1986年 |
| Bugってハニー                                         | NTV系TV放映アニメ『Bugってハニー』オープニングテーマ                            | シングル「愛はメリーゴーランド」                                  | 1986年 |
| 友だちよ                                              | ハドソンムービー第一回作品『はっちゃき先生の東京ゲーム』主題歌                  | シングル「友だちよ」                                              | 1987年 |
| グレートキャラバン'87                                 | 『ヘクター'87 ザ・グレートキャラバン』テーマソング                              | シングル「グレートキャラバン'87」                                 | 1987年 |
| 私と踊ってくれませんか                                | ハドソンムービー第一回作品『Bugってハニー/メガロム少女舞4622』主題歌            | シングル「グレートキャラバン'87」                                 | 1987年 |
| ボンバーキングのテーマ                                | ファミリーコンピュータ用ゲームソフト『ボンバーキング』主題歌（メインBGM）       | アルバム「HUDSON Premium Audio Collection」                       | 1987年 |
| お魚のうた                                            | ニンテンドーDS用ゲームソフト『めざせ!!釣りマスターDS』オープニングテーマ        | シングル「お魚のうた」                                            | 2008年 |
| お魚のうた                                            | 全国漁業協同組合連合会『お魚応援ソング』                                        | シングル「お魚のうた」                                            | 2008年 |
| 高橋名人のお魚のうた                                  | Wii用ゲームソフト『めざせ!!釣りマスター 世界にチャレンジ!編』エンディングテーマ | シングル「お魚のうた」                                            | 2008年 |

#### 参加作
ロッケンロール・ランデブー featuring 高橋名人
2005年発売のYMCKのセカンドアルバム『ファミリーレーシング』収録曲へのゲスト参加
ファミソン8BITスタジオ〜邦楽編
チップチューンアルバム。「初恋」一曲のみの歌唱。2013年11月27日発売。

## 出演

### テレビ番組

#### レギュラー出演
- おはようスタジオ（テレビ東京、1985年 - 1986年ごろ）
- サニーサイド7（日本テレビ、1986年）
- 高橋名人の面白ランド（テレビ東京、1986年10月7日 - 1987年9月29日）
- DOKIドキDO!（日本テレビ、1987年10月2日 - 1988年3月25日）
- 冒険!テレビ遊び塾（テレビ東京、1988年4月5日 - 9月27日）
- さきどり!PC遊び塾（テレビ東京、1988年10月4日 - 1989年3月21日）

#### ゲスト出演
- クイズダービー（TBS、1986年11月1日）5枠
- 文珍なぞなぞランド（朝日放送、1986年）
- ニュースステーション（テレビ朝日、2003年）誕生20年で生産中止に さらばファミコン
- ゲームセンター「CX」（フジテレビ721、2004年）
- ゲームセンター「CX」ボーナスステージ1（フジテレビ、2004年12月25日）
- ゲームセンターCXレジェンド（フジテレビ721、2005年）
- ポップジャム（NHK総合、2005年10月14日）「project430 meets 高橋名人」として出演。
- やぐちひとり（テレビ朝日、2005年）
- 日めくりタイムトラベル 昭和62年編（NHK-BS 2007年）
- カルチャーSHOwQ〜21世紀テレビ検定〜 （テレビ神奈川他、2007年4月2日）
- 宇宙一せまい授業!（あっ!とおどろく放送局、2007年10月14日）
- ブギウギ専務（札幌テレビ、2008年2月）[注 33]
- アグレッシブですけど、何か?（広島ホームテレビ他、2008年5月31日）[注 34]
- 大胆MAP（テレビ朝日、2009年1月11日）- タカアンドトシのトシと連射対決を行った。十秒間の対決の結果、トシが103連射、高橋名人が121連射で勝利した。しかし伝説の「16連射」には及ばなかった。
- ゲーム☆バンザイ（MONDO21）
- 夜遊び三姉妹「犯人はヤス」（日本テレビ、2010年7月31日）
- 大人のバイク時間 MOTORISE（BS11、2015年1月6日・1月13日）
- OHA OHA アニキ（テレビ東京、2016年10月28日・11月4日）
- しくじり先生 俺みたいになるな!!（テレビ朝日、2017年5月28日）[77]
- 水曜日のダウンタウン（TBS） ｢オファーがないだけで人知れず眠ってる歌うまタレント存在する説｣で徳永英明の｢レイニーブルー｣を披露・94点を叩き出した。(2015年3月11日) ｢ゲーム×現実 ミックスカート対決 第2段｣にゲーム界代表として出演・片山右京と対決し勝利（2016年6月15日）
- アニゲー☆イレブン!（BS11、2016年10月13日）
- 鈴鹿8時間耐久ロードレース中継（BS12 トゥエルビ、2017年 - ）副音声放送にゲスト出演。
- スナック 胸キュン1000％ ママこの人つれて来た！（BS12 トゥエルビ、2019年5月10日）
- 有吉ぃぃeeeee!そうだ!今からお前んチでゲームしない?（テレビ東京、2019年9月15日）- 幻の16連射
- ラヴィット!（TBS、2022年 - 、毎年5月23日） - 高橋の誕生日を記念した出演タレントとのゲーム対決企画[78][注 35]
- 5時に夢中!（TOKYO MX、2023年4月7日）
- ぽかぽか 金曜日（フジテレビ、2023年3月17日・4月7日、2024年2月2日・3月22日・8月30日）

#### 写真のみ出演他
- 速ホゥ!（テレビ東京、2006年9月6日） - 前述したように、インタビューを担当していたテレビ東京のアナウンサーに一般人と間違えられる。
- ラジかるッ（日本テレビ、2006年9月7日） - 上記のテレビ東京の映像写真を、翌日になって「高橋名人が一般人としてインタビューされた」というニュースとして放送。
- やりすぎコージー（テレビ東京、2007年10月20日（21日）） - Wiiソフトの『めざせ釣りマスター』の告知でケンドーコバヤシが「高橋名人は宇宙人である」という都市伝説を言っていた際、本人の写真を使う。

### 映画
GAME KING 高橋名人VS毛利名人 激突!大決戦
毛利名人と対決。「東京国際ファンタスティック映画祭2003」でも上映。高橋名人の舞台挨拶、トークショーも開催された。会場は「万雷の拍手」であったと言われている。
はっちゃき先生の東京ゲーム
監督：深沢清澄  内容は北海道、ニセコの分校を舞台にした高橋名人主演の心温まるストーリー。ヒロイン役には、公開時にデビューして間もない頃の鈴木保奈美が出演していた。このことは、当時彼女がまだ無名の女優であったために一般にはあまり知られていない。他には、ハナ肇、藤田弓子、春川ますみ、草野大悟、及川ヒロオ、あき竹城、平田満が出演。
ピョコタン・プロファイル
元ハドソンで部下だった梶野竜太郎初長編デビュー作。もんじゃ屋の客役で登場
THE NEXT GENERATION -パトレイバー-
主人公の明が出入りしていたゲームセンターでオヤジと対戦しているシーンに登場、「16 Shot」と書かれたシャツを着用し負けた瞬間は台を叩いて悔しがる様子が確認できる。

### テレビドラマ
- 運命の逆転（TBS、1992年4月10日）
- がんばれ!TEAM NACS episode5（WOWOW、2021年7月18日） - 本人 役[79]
- アトムの童 （TBS、2022年11月13日）

### テレビアニメ
- BTOOOM!（TOKYO MX他、2012年） - 鷹嘴 役[80]
- テレビ野郎 ナナーナ 怪物クラーケンを追え!（テレビ東京 2020年）- タコ橋名人 役

### ラジオ番組
- 今日は一日“ゲーム音楽”三昧（NHK-FM、2010年8月7日放送）
- 今日は一日“ゲーム音楽”三昧II（ツヴァイ）（NHK-FM、2014年8月10日放送）
- 代打 Tresen(FMヨコハマ)(MON-FRI 15:00～19:00)(2017年8月23日)

### CM
- ハドソン - スターソルジャー、高橋名人の冒険島、遊々人生、シュウォッチなど、本人が所属する自社のCM
- 明治製菓（現：明治） - 同社から発売されていたチョコスナック「ハイスコア」のCM。高橋名人が1秒間に16個食べて16連射を披露した。スナックには高橋名人の似顔絵マークがプリントされていた。
- 月星シューズ - 同社から発売されていた子供用シューズのCM。高橋名人の顔がポイントとして印刷されていた。
- シャープ - ツインファミコン-他社のCMだったが高橋本人が出演し、ゲーム画面もハドソンの迷宮組曲 ミロンの大冒険（巨獣ホーマ戦）が使用されていた。
- NECホームエレクトロニクス - PCエンジン

### ゲーム
- 高橋名人の冒険島シリーズ（1986年- 、ハドソン） - 高橋名人を主人公としたアクションゲームシリーズ。
- ドリームミックスTV ワールドファイターズ（2003年、ハドソン） - 操作キャラクターに高橋名人が使用可能。声も本人が担当している。
- LET IT DIE（2017年、ガンホー・オンライン・エンターテイメント） - MEIJIN 役で声を担当[81]。
- みんなで空気読み。コロコロコミックVer.～コロコロコミック読みますか？それとも空気読みますか？～（2023年、G-MODE） - キャラクターとして登場。
- 北海道連鎖殺人 オホーツクに消ゆ 〜追憶の流氷・涙のニポポ人形〜（2024年、G-MODE） -釣り人役で声を担当。

### 動画
- 高橋名人のケータイゲッチャ!：ニコニコ動画で2011年4月20日から2013年3月29日まで配信されていた。
- 電人☆ゲッチャ!：上記の「ゲッチャ!」と「電人★GA部ぅ〜」と統合し2013年4月5日から配信されている番組。

### 書籍
- ファミコン戦士に告ぐ 名人はキミだ！ オレの秘技をまるごと初公開（祥伝社）ISBN 4-396-62002-0
- 宇宙一せまい授業!（北本かつらと共著）（東邦出版）ISBN 978-4-8094-0694-2
- 高橋名人のゲーム35年史（ポプラ社）ISBN 978-4-591-15936-1

### 連載
- 「高橋名人のゲーム今昔物語」 | エキサイト ゲームナビ

## 関係する人物
- はるな友香 - 1986年に行われた「高橋名人の妹コンテスト」でグランプリに輝き、芸能界デビュー。高橋とともにレコーディングやテレビ番組出演、イベント出演を精力的にこなした。後にうちやえゆか名義で歌手活動を行う。
- 川田名人 - 1986年『高橋塾』の第1期生から誕生した名人。『第2回TDK全国キャラバンファミコン大会』と、『第3回TDK全国ツインファミコン大会 ザ・グレートキャラバン』では南キャラバンを担当した。同時期に放映されていたテレビアニメ『Bugってハニー』では、「カワダチュー」というキャラクターのモデルにもなっている。後に『スーパースターソルジャー』など、ハドソン製のゲームの企画・製作・監修なども務めるようになった。関わったゲームのスタッフロールでは『川田忠之』の名前で掲載されている。
- 桜田名人 - 川田名人と同じく1986年『高橋塾』の第1期生から合格、新たに誕生したファミコン名人。『第2回TDK全国キャラバンファミコン大会』では北キャラバンを担当。尚、桜田と川田の両名は高橋名人の弟子という設定であった。
- 島田名人 - 1987年に開催の『第3回TDK全国ツインファミコン大会 ザ・グレートキャラバン』にて、新名人として桜田名人に代わり北キャラバンを担当した。
- 毛利名人 - 高橋名人と同時期に活躍、『TDK全国キャラバンファミコン大会』では北キャラバンを担当した。好敵手として映画『GAME KING』でも対決した。
- 橋本名人 - 高橋名人と同時期に活躍。赤い縁のメガネが特徴的。
- 井上明子 - テレビ『高橋名人の面白ランド』で相方を務めた。
- 田中秀幸 - アニメ映画『RUNNING BOY スター・ソルジャーの秘密』（「GAME KING〜」と同時上映）で高橋名人の声を務めた声優。
- 水島裕 - テレビアニメ『Bugってハニー』で、高橋名人をモデルにした「高橋原人」というキャラの声を務めた声優。
- 悠仁親王 - 誕生したときにテレビ東京より街頭インタビューを受けた。ネット上で話題になり東京スポーツでも記事になる。
- 遠藤雅伸 - 同い年ということもあって親交が深い。
- 有野晋哉（よゐこ） - 有野が出演するTV番組『ゲームセンターCX』の第1シーズンの第5回にて、高橋名人よりスターフォースのラリオス攻略法を直伝された。
- 志倉千代丸 - 株式会社MAGES.の代表取締役社長であり、高橋名人の上司に当たる。